# مجزرة ماهشهر
مجزرة ماهشهر ((بالفارسية: قتل‌عام ماهشهر)) يقصد بها القتل الجماعي للمتظاهرين في مدينة ماهشهر بإيران، والذي وقع بين 16 نوفمبر و 20 نوفمبر 2019، خلال الاحتجاجات الإيرانية 2019-2020 . تشير التقديرات بإن الوفيات تتراوح بين 40 و 150 قتيل.
اندلعت الاحتجاجات في جميع أنحاء إيران في 15 نوفمبر 2019، بعد أن أعلنت الحكومة زيادة مفاجئة في أسعار البنزين، وانتشرت إلى أكثر من 100 مدينة في جميع أنحاء البلاد. وسرعان ما امتدت الاحتجاجات إلى معارضة المرشد الأعلى علي خامنئي والحكومة الحالية.
تم إغلاق الإنترنت داخل البلاد تمامًا من قبل الحكومة في 16 نوفمبر مما جعل الإبلاغ عن التفاصيل شبه مستحيل.

## الأحداث
خلال الأيام القليلة الأولى من المظاهرات في ماهشهر في منتصف نوفمبر، سيطر المتظاهرون على جزء كبير من المدينة.اشتبكت قوات الأمن مع المتظاهرين في ماهشهر يومي 16 و 17 نوفمبر، وحاولت قمع الاحتجاجات بين 16 و 18 نوفمبر في بعض الضواحي.
أكدت صحيفة نيويورك تايمز، بناءً على مقابلات مع السكان ومن ضمنهم صحفي وممرضة في المستشفى حيث تم علاج ضحايا القمع، وصول قوة كبيرة من الحرس الثوري في 18 نوفمبر. وفقا لصحيفة نيويورك تايمز فأن قوات الحرس الثوري دخلت إحدى ضواحي ماهشهر وأطلقت النار بشكل عشوائي على المتظاهرين، وقتل العديد منهم. وتجمع متظاهرون آخرون في مستنقع قرب موقع القتل الأولي. أطلق أحد المتظاهرين والذي يحمل على ما يبدو بندقية من طراز AK-47 النار على الحرس الثوري. وصفت وسائل الإعلام الإيرانية الرسمية المتظاهرين في هذه الأحداث بأنهم «جماعة انفصالية» مسلحة بـ «أسلحة شبه ثقيلة».
ورد الحرس الثوري على الفور بتطويق المتظاهرين في الأهواز وإطلاق النار عليهم بالرشاشات، مما أسفر عن مقتل 100 شخص. وقام الحرس الثوري بنقل جثث القتلى بعيدًا على شاحنات وغادروا، فيما قامت عوائل الناجين بنقلهم إلى مستشفى ميمكو.
ووقعت حادثة ثانية في منطقة شهرك طالقاني في ماهشهر في 19 نوفمبر، حيث وصل الحرس الثوري بالدبابات ونفذ معركة بالأسلحة النارية استمرت لساعات ضد السكان المحليين من العرب. وقتل قائد كبير بالحرس الثوري. ذكرت ممرضة لصحيفة نيويورك تايمز أنها عالجت جرحى المعركة وكان معظمهم مصابين بطلقات نارية في الرأس والصدر. واعتقل بعض المتظاهرين الجرحى في المستشفى.
أشارت التقارير الأولية من ماهشهر إلى مقتل أكثر من 130 متظاهراً على أيدي قوات الأمن في أيام القتال الثلاثة. وأشارت تقرير نيويورك تايمز التي نُشرت بعد أسبوعين من الحادث إلى مقتل ما بين 40 إلى 100 متظاهر. وفي 17 ديسمبر 2019 قال مسؤول مجهول من محافظة خوزستان لموقع إيران وير إن ما مجموعه 148 متظاهراً لقوا حتفهم خلال خمسة أيام من الاحتجاجات في ماهشهر.

## ردود الفعل
في 25 نوفمبر أعرب النائب في البرلمان الإيراني محمد غلمورداي وممثل ماهشهر في البرلمان عن غضبه من المجزرة في خطاب ألقاه في البرلمان تم بثه على التلفزيون الحكومي. وقد «صرخ» بحسب صحيفة نيويورك تايمز «ما الذي فعلتموه؟الشاه الم يفعل ذلك؟».
في 18 يناير 2020 عاقبت وزارة الخارجية الأمريكية العميد حسن شاه فاربور باعتباره مسؤولاً عن مذبحة ماهشهر.